# SUT (siluro)
Il SUT è un siluro della AEG-Telefunken. Successivo al Seal, questo siluro pesante è di categoria doppio ruolo: AS/ASW. È simile ai precedenti in termini di dimensioni e pesi, e può essere impiegato da navi, sottomarini e postazioni costiere.
Il nome SUT è acronimo di Surface and Underwater Target.